# Pieris formosa
Pieris formosa är en ljungväxtart som först beskrevs av Nathaniel Wallich, och fick sitt nu gällande namn av David Don. Pieris formosa ingår i släktet buskroslingar, och familjen ljungväxter. Inga underarter finns listade i Catalogue of Life.

## Bildgalleri

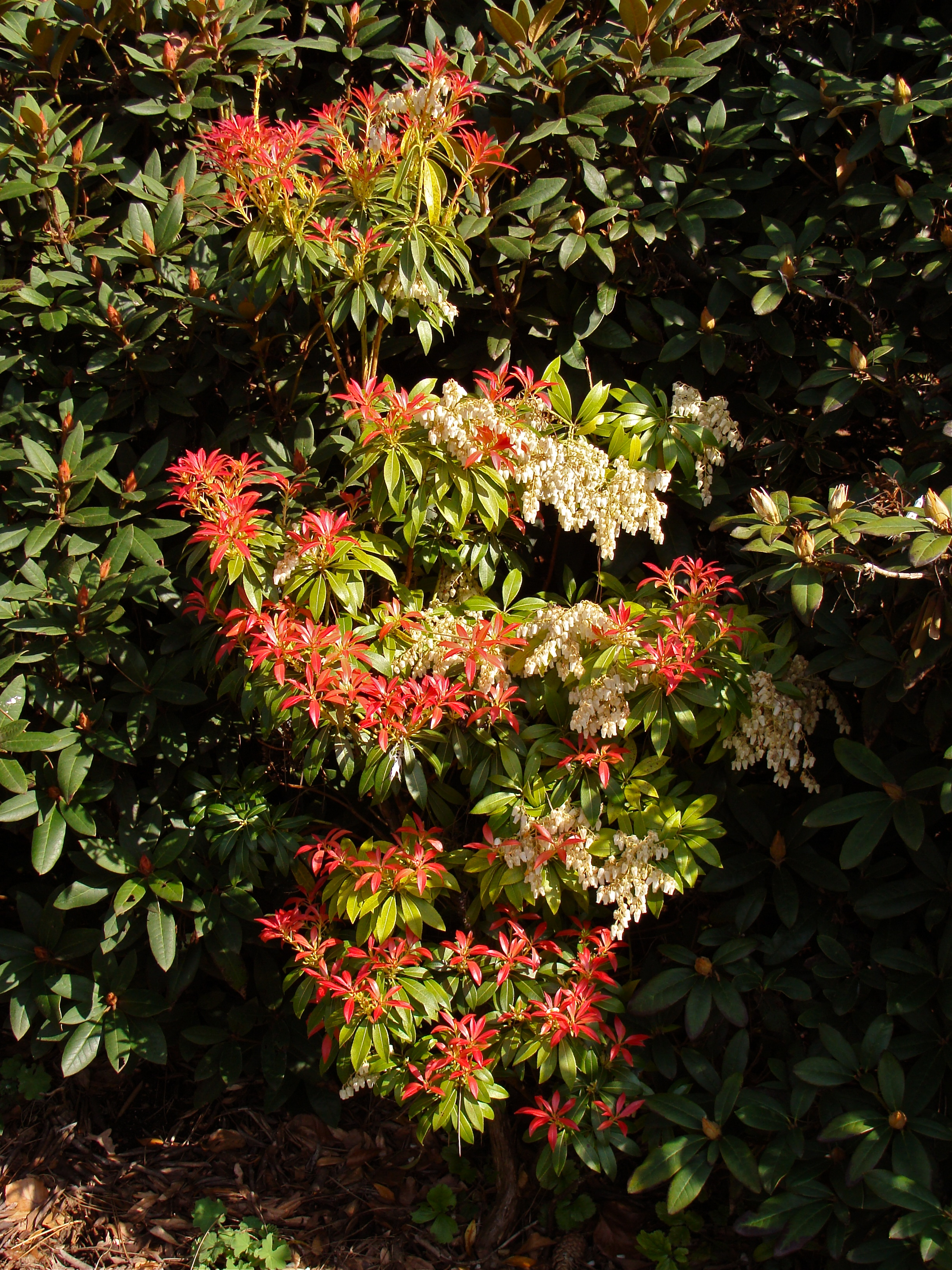
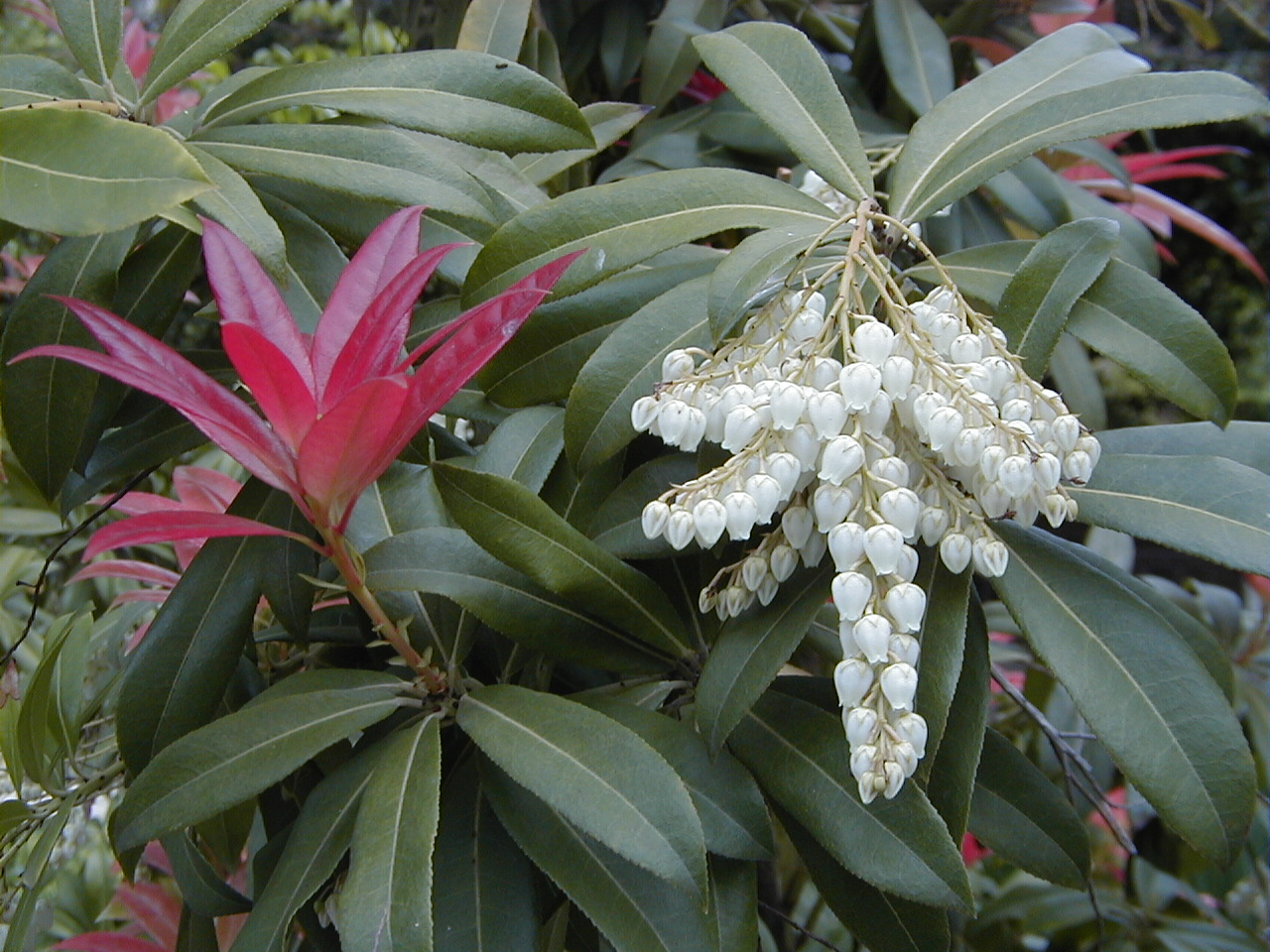
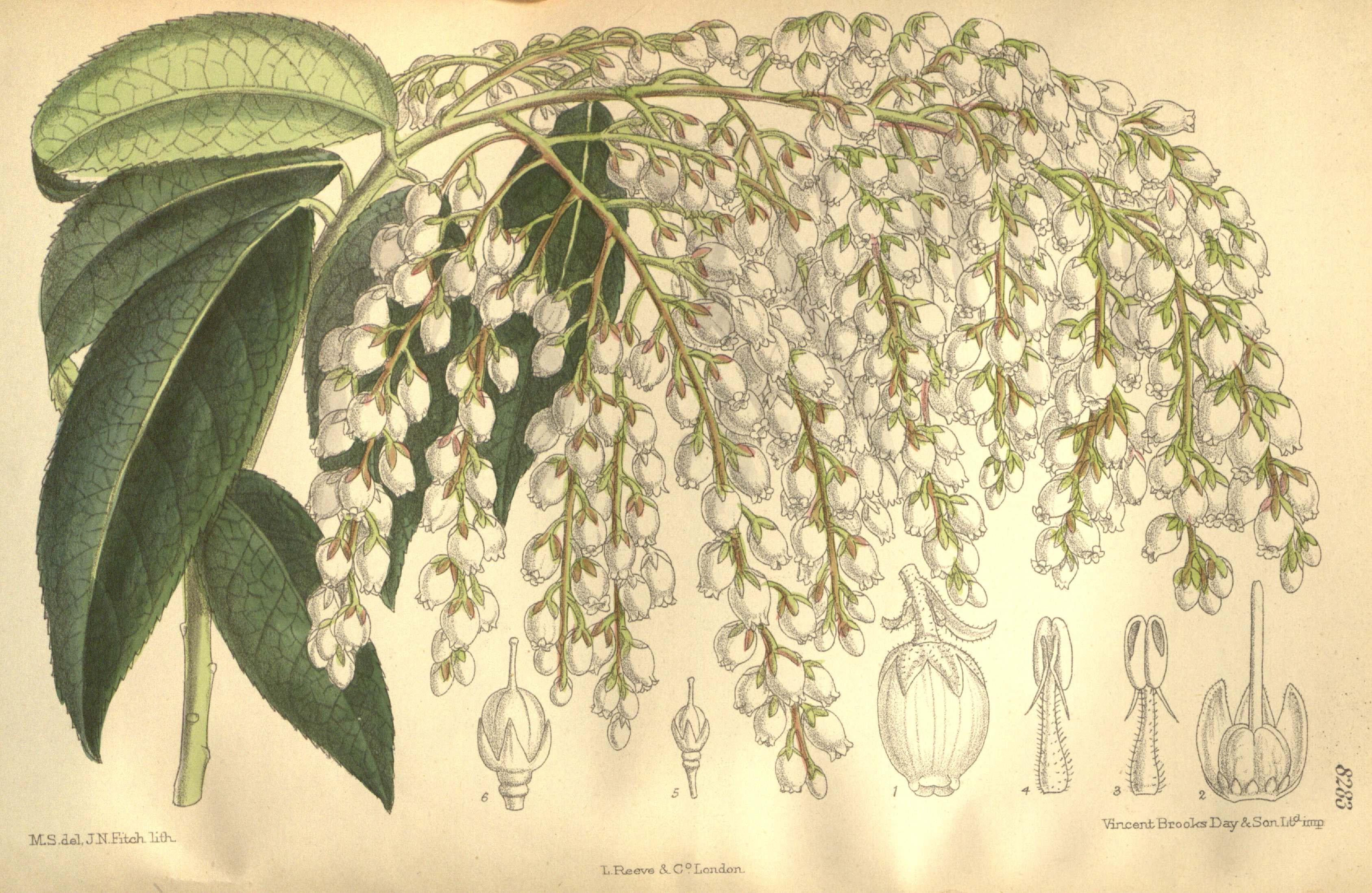